# Sciaena umbra

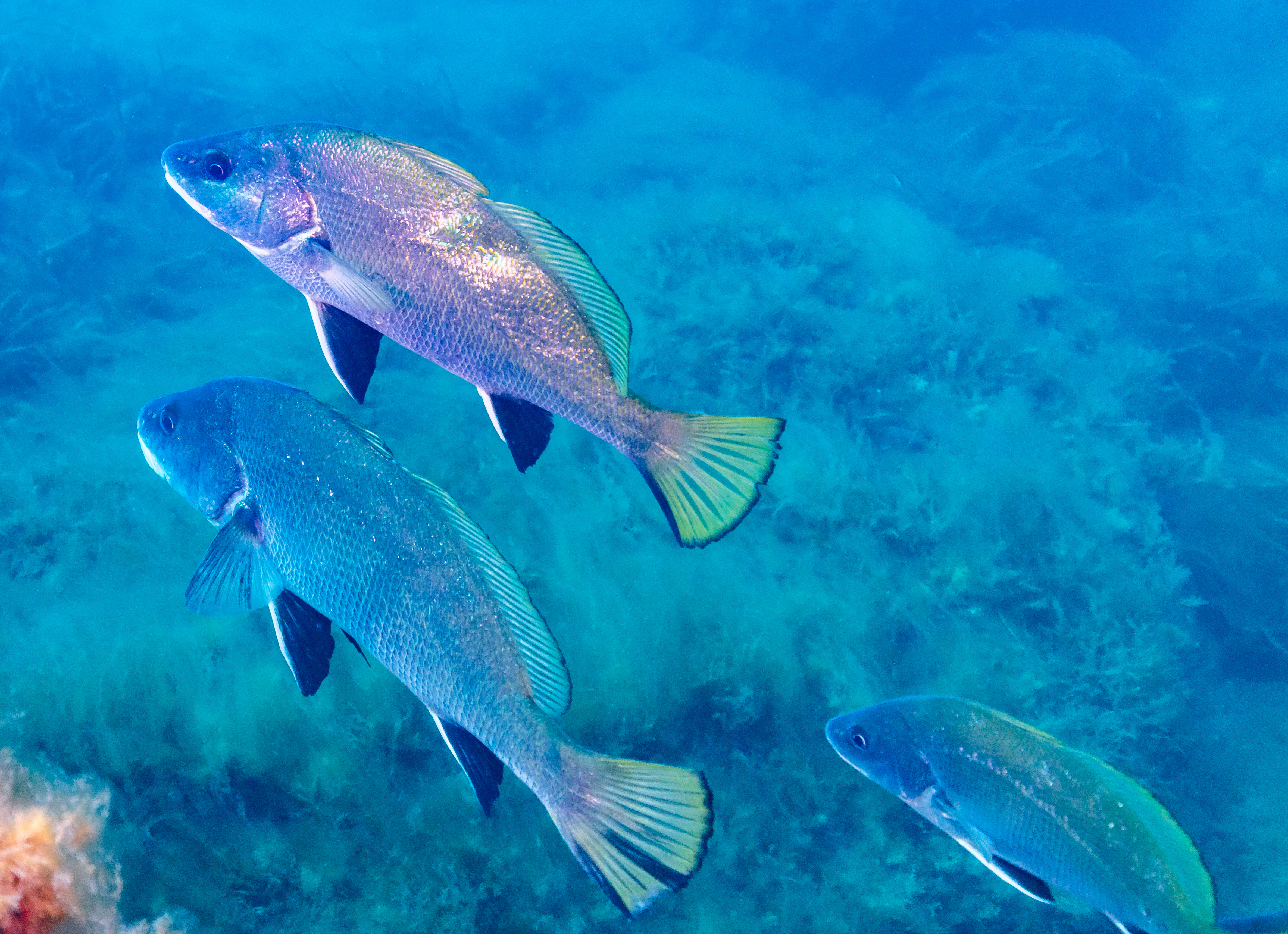
Pareja en Cabo de Palos, Murcia (España).

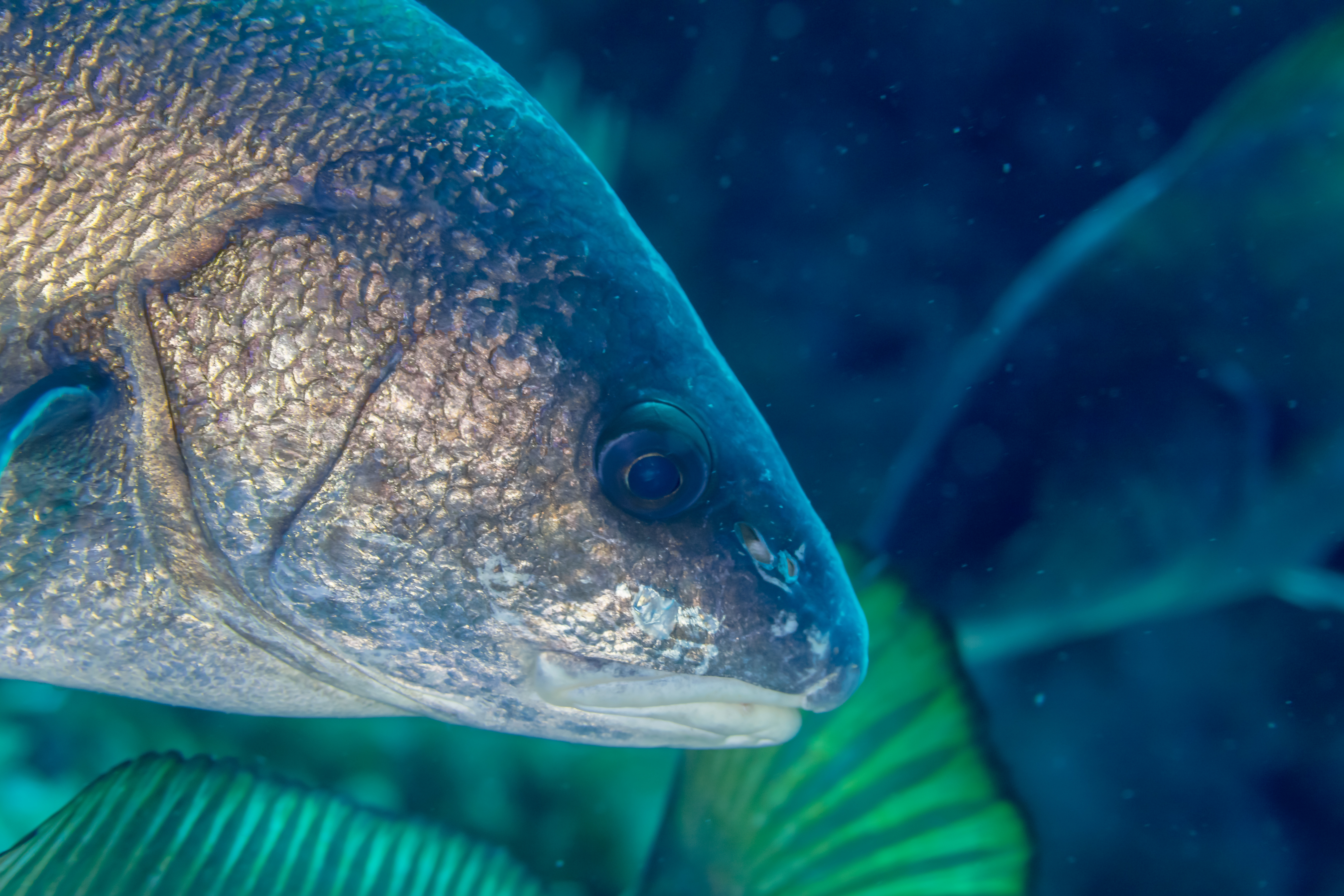
Primer plano de la cabeza.

La corvina negra o corvallo (Sciaena umbra) es una especie de corvina que se encuentra en el océano Atlántico oriental, el mar Mediterráneo y el mar Negro en aguas poco profundas y fondos arenosos. Se cría para el consumo humano, especialmente en el Mediterráneo.

## Etimología
El nombre específico umbra se deriva del latín que significa sombra mientras que el nombre genérico se deriva del griego skiaina o skion que significa un pez, o más específicamente un salmonete.

## Distribución
La corvina negra se encuentra en el Océano Atlántico oriental desde el sur del Canal de la Mancha hacia el sur hasta Senegal y Cabo Verde, incluidas las islas Canarias, los registros de África occidental al sur de Senegal son cuestionables. También habita en el mar Mediterráneo, el mar Negro y el mar de Azov.

## Hábitat
La corvina negra se encuentra a profundidades entre 5 y 200 m, principalmente sobre sustratos rocosos y arenosos y los jóvenes se adentran en ambientes estuarinos. 

## Descripción
Sciaena umbra tiene habitualmente una longitud de entre 30 y 40 cm pero puede crecer hasta 60 cm. Tiene el vientre plano y la espalda fuertemente arqueada que le dan una forma fácilmente reconocible, el cuerpo está comprimido lateralmente y la boca es grande y horizontal y llega al nivel del ojo y contiene dientes velliformes. Las aletas anal y pélvica son negras con un borde anterior blanco. Tanto la aleta dorsal como la aleta caudal truncada, son amarillas con un borde negro. El cuerpo es gris con destellos dorados y plateados. Las escamas son ctenoides en la nuca y el cuerpo, mientras que las escamas de la cabeza son cicloides.

## Biología y comportamiento

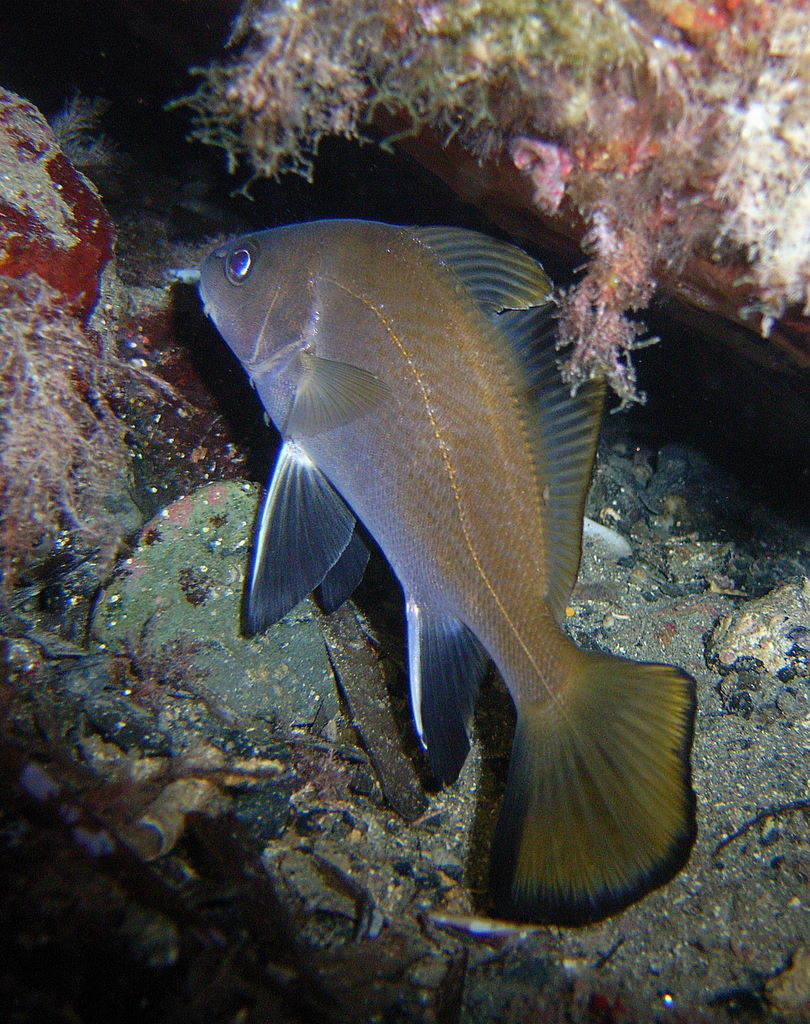
Sciaena umbra

Es un pez principalmente nocturno pero ocasionalmente se le puede encontrar durante el día entre praderas de fanerógamas marinas y en fondos rocosos en las inmediaciones de cuevas o grandes grietas donde refugiarse. Esta especie es social y vive en pequeños grupos.  Se alimenta de pequeños peces y crustáceos. Son capaces de crear sonido usando algunos músculos debajo de su vejiga natatoria bien desarrollada. Esta es su forma de comunicación ya que tienen una muy buena capacidad auditiva. Pueden gestionar perfectamente su flotabilidad. El período de desove es de marzo a agosto en el Mediterráneo.

## Pesca
La corvina negra es una especie comercial en toda la cuenca mediterránea y ha sido sobreexplotada por las prácticas pesqueras. Se pesca principalmente con arpón, trasmallos y redes de enmalle y está muy expuesta a la pesca durante las agregaciones de desove en las desembocaduras de los estuarios. 
Se vende fresco o congelado en los mercados de pescado de Turquía. Los otolitos de la corvina parda se muelen y se utilizan para las infecciones urinarias entra la población local de Turquía. La pesca deportiva y comercial de esta especie estuvo prohibida en Turquía hasta 2003 y en 2006 para ayudar a conservar la población.